# Ministerstwo Sportu i Turystyki (Polska)
Ministerstwo Sportu i Turystyki (MSiT) – polskie ministerstwo obsługujące ministra właściwego do spraw dwóch działów administracji rządowej: kultura fizyczna oraz turystyka, istniejące od 2021, a wcześniej w latach 2007–2019.
W latach 2005–2007 oraz 2019–2021 resort (w związku z wyłączeniem z niego działu turystyka) funkcjonował pod nazwą Ministerstwo Sportu, zaś w 2021 został na kilka miesięcy połączony z resortem kultury.
Siedziba ministerstwa znajduje się w pałacu Blanka przy ul. Senatorskiej 14 w Warszawie.

## Zakres działania
Zgodnie z ustawą z 4 września 1997 o działach administracji rządowej w zakres spraw zaliczanych do działu kultura fizyczna wchodzą: sport, wychowanie fizyczne oraz rehabilitacja ruchowa, natomiast dział turystyka obejmuje sprawy zagospodarowania turystycznego kraju oraz mechanizmów regulacji rynku turystycznego.
Do głównych zadań ministra należy upowszechnianie sportu i promowanie aktywności fizycznej, a także tworzenie warunków dla rozwoju sportu powszechnego, sportu wyczynowego, sportu młodzieżowego i sportu osób z niepełnosprawnościami. Zgodnie z ustawą z 25 czerwca 2010 o sporcie minister sprawuje nadzór na działalnością polskich związków sportowych, może również dofinansowywać uprawianie lub organizowanie sportu oraz jego promocję.

## Kierownictwo
- Jakub Rutnicki (PO) – minister sportu i turystyki od 24 lipca 2025
- Piotr Borys (PO) – sekretarz stanu od 28 grudnia 2023[4]
- Ireneusz Raś (CdP) – sekretarz stanu od 28 grudnia 2023[4]
- Ireneusz Nalazek (Nowa Lewica) – podsekretarz stanu od 7 lutego 2024[5]
- Adam Wojtaś – dyrektor generalny[6]

## Struktura organizacyjna
W skład ministerstwa wchodzi Gabinet Polityczny Ministra oraz następujące jednostki organizacyjne:
- Departament Ekonomiczno-Finansowy
- Departament Infrastruktury Sportowej
- Departament Kontroli
- Departament Planowania i Strategii
- Departament Prawny
- Departament Sportu dla Wszystkich
- Departament Sportu Wyczynowego
- Departament Turystyki
- Departament Współpracy Międzynarodowej
- Biuro Dyrektora Generalnego
- Biuro Informatyki
- Biuro Komunikacji
- Biuro Ministra.

Jednostki organizacyjne nadzorowane przez ministra:
- Centralny Ośrodek Sportu z siedzibą w Warszawie
- Instytut Sportu – Państwowy Instytut Badawczy z siedzibą w Warszawie
- Polska Agencja Antydopingowa z siedzibą w Warszawie
- Polska Organizacja Turystyczna z siedzibą w Warszawie

## Historia

### Przed II wojną światową
Pierwszym w Polsce organem publicznym związanym ze sportem była Naczelna Rada Wychowania Fizycznego i Przysposobienia Wojskowego, utworzona przy Ministerstwie Wyznań Religijnych i Oświecenia Publicznego rozporządzeniem Rady Ministrów z 25 kwietnia 1925. Organ ten zlikwidowano 28 stycznia 1927, tworząc tego samego dnia w jego miejsce Państwowy Urząd Wychowania Fizycznego i Przysposobienia Wojskowego, który miał za zadanie koordynować działalność urzędów państwowych i organizacji społecznych w zakresie podnoszenia kultury fizycznej oraz przysposobienia wojskowego i podlegał Ministerstwu Spraw Wojskowych. Dyrektorami Urzędu byli Juliusz Ulrych (1927–1929), Władysław Kiliński (1929–1935), Józef Olszyna-Wilczyński (1935–1937) oraz Kazimierz Sawicki (1938–1939). Ministerstwo Wyznań i Oświecenia w tym czasie również zajmowało się kwestią wychowania fizycznego w szkołach.

### W czasach Polski Ludowej
Dekretem z 16 stycznia 1946 Państwowy Urząd Wychowania Fizycznego i Przysposobienia Wojskowego został utworzony na nowo. Kierował nim Tadeusz Kuchar, który od lutego 1948 szefował powołanemu w miejsce PUWFiPW Głównemu Urzędowi Kultury Fizycznej. Od grudnia 1949 centralnym organem administracji państwowej ds. sportu był Główny Komitet Kultury Fizycznej, zajmujący się kulturą fizyczną i sportem, a od kwietnia 1954 również turystyką (w związku z przejęciem nadzoru nad istniejącym od 1952 Komitetem do Spraw Turystyki). Na czele GKKF stali kolejno Lucjan Motyka (w latach 1949–1950 jako dyrektor, w latach 1950–1951 jako przewodniczący), Józef Faruga (1951–1952) i Włodzimierz Reczek (1952–1960). Nadzorowany przez Prezesa Rady Ministrów GKKF w 1960 został przemianowany na Główny Komitet Kultury Fizycznej i Turystyki (przewodzili mu w latach 1960–1973 Reczek i w latach 1973–1978 Bolesław Kapitan).
W 1973 utworzono Polską Federację Sportu, którą do likwidacji w 1978 kierował Marian Renke, a której GKKFiT przekazał część swoich zadań. Statutowym celem organizacji był rozwój sportu kwalifikowanego. W 1978 z zakresu działań Komitetu wyłączono turystykę, a w jej miejsce wpisano sport. GKKFiT podzielony został na Główny Komitet Kultury Fizycznej i Sportu (z Renkem jako przewodniczącym) oraz na Główny Komitet Turystyki. W 1985 obie struktury ponownie połączono w Główny Komitet Kultury Fizycznej i Turystyki, którym do 1987 kierował Kapitan. W latach 1987–1991 urząd funkcjonował pod szyldem Komitetu do Spraw Młodzieży i Kultury Fizycznej, a przewodniczył mu Aleksander Kwaśniewski (w latach 1985–1989 równolegle pełnił urząd ministra-członka Rady Ministrów). Po rezygnacji Kwaśniewskiego od 18 czerwca 1990 p.o. przewodniczącego Komitetu był Zygmunt Lenkiewicz.

### Pierwsze lata III RP
W 1991 powstał Urząd Kultury Fizycznej i Turystyki, szefowali mu kolejno: Zygmunt Lenkiewicz, Michał Bidas, Zygmunt Zalewski, Marek Paszucha, od 1993 do 1997 Stanisław Stefan Paszczyk i w latach 1997–2000 Jacek Dębski. Po kolejnych reorganizacjach (związanych z utworzeniem Polskiej Organizacji Turystycznej) od 1 stycznia 2000 funkcjonował Urząd Kultury Fizycznej i Sportu, jego prezesami byli: w 2000 Dębski, po nim do 2001 Mieczysław Nowicki, którego zastąpił Adam Giersz. Urząd działał do 30 czerwca 2002.
Po utworzeniu działów administracji rządowej sprawy działu kultura fizyczna i sport znalazły się od grudnia 1999 w strukturach Ministerstwa Edukacji Narodowej. W październiku 2001 rozwiązywanie zagadnień z zakresu kultury fizycznej w społeczeństwie przeniesiono do Ministerstwa Edukacji Narodowej i Sportu pod kierownictwem Krystyny Łybackiej. W rzeczywistości jednak władztwo nad sportem, zwłaszcza wyczynowym, przejęła utworzona 1 lipca 2002 Polska Konfederacja Sportu. Jej pierwszym prezesem został Giersz (pełnił tę funkcję do końca roku), którego w styczniu 2003 zastąpił Andrzej Kraśnicki.

### Samodzielny resort ds. sportu
1 września 2005 rozwiązano Polską Konfederację Sportu, wyłączono sport z zakresu obowiązków resortu edukacji i utworzono Ministerstwo Sportu (zgodnie z rozporządzeniem Rady Ministrów z dnia 23 sierpnia 2005). Z dniem wejścia w życie ustawy z 29 lipca 2005 o sporcie kwalifikowanym pracownicy konfederacji stali się pracownikami urzędu obsługującego ministra właściwego do spraw kultury fizycznej i sportu.
27 lipca 2007 ogłoszone zostało rozporządzenie Rady Ministrów z 24 lipca 2007, na podstawie którego w miejsce dotychczasowego Ministerstwa Sportu utworzono Ministerstwo Sportu i Turystyki (z mocą od 23 lipca 2007). Przekształcenie to związane było z włączeniem do zakresu działań reesortu działu turystyki (we wcześniejszych latach za sprawy turystyki odpowiadał od grudnia 1999 resort transportu i gospodarki morskiej, a następnie od czerwca 2000 resort gospodarki).
21 listopada 2019 (z mocą od 15 listopada 2019) weszło w życie rozporządzenie Rady Ministrów z 19 listopada 2019, zgodnie z którym ponownie utworzono Ministerstwo Sportu, natomiast dział turystyka oraz pracowników obsługujących sprawy tego działu włączono w struktury Ministerstwa Rozwoju. 1 marca 2021 weszło w życie rozporządzenie Rady Ministrów z 10 lutego 2021 r. w sprawie zniesienia Ministerstwa Sportu, tego samego dnia jego zadania przejęło nowo utworzone Ministerstwo Kultury, Dziedzictwa Narodowego i Sportu.
26 października 2021 przywrócono samodzielny resort ds. sportu. Tego dnia Prezydent Andrzej Duda powołał Kamila Bortniczuka na urząd ministra sportu i turystyki, a także weszło w życie rozporządzenie Rady Ministrów z 25 października 2021 w sprawie utworzenia Ministerstwa Sportu (wyodrębnionego z dotychczasowego Ministerstwa Kultury, Dziedzictwa Narodowego i Sportu). Również od 26 października 2021 obowiązywało rozporządzenie Rady Ministrów z 27 października 2021, na mocy którego Ministerstwo Sportu przekształcono w Ministerstwo Sportu i Turystyki poprzez włączenie do niego z Ministerstwa Rozwoju i Technologii komórek organizacyjnych obsługujących dział administracji rządowej turystyka i pracowników obsługujących ten dział.

## Lista ministrów
| Lp.                                               | Zdjęcie                              | Imię i nazwisko (partia polityczna)        | Objęcie urzędu | Złożenie urzędu | Długość urzędowania | Rząd                               |
| ------------------------------------------------- | ------------------------------------ | ------------------------------------------ | -------------- | --------------- | ------------------- | ---------------------------------- |
| Minister edukacji narodowej i sportu              |                                      |                                            |                |                 |                     |                                    |
| 1.                                                |                                      | Krystyna Łybacka (SLD) (1946–2020)         | 19 X 2001      | 2 V 2004        | 926 dni             | Rząd Leszka Millera                |
| 2.                                                |                                      | Mirosław Sawicki (1946–2016)               | 2 V 2004       | 1 IX 2005       | 487 dni             | Pierwszy rząd Marka Belki          |
| 2.                                                | Drugi rząd Marka Belki               | Mirosław Sawicki (1946–2016)               | 2 V 2004       | 1 IX 2005       | 487 dni             |                                    |
| Minister sportu                                   |                                      |                                            |                |                 |                     |                                    |
| 3.                                                |                                      | Marek Belka (ur. 1952)                     | 1 IX 2005      | 31 X 2005       | 60 dni              |                                    |
| 4.                                                |                                      | Tomasz Lipiec (ur. 1971)                   | 31 X 2005      | 9 VII 2007      | 616 dni             | Rząd Kazimierza Marcinkiewicza     |
| 4.                                                | Rząd Jarosława Kaczyńskiego          | Tomasz Lipiec (ur. 1971)                   | 31 X 2005      | 9 VII 2007      | 616 dni             |                                    |
| Minister sportu i turystyki                       |                                      |                                            |                |                 |                     |                                    |
| 5.                                                |                                      | Elżbieta Jakubiak (ur. 1966)               | 23 VII 2007    | 16 XI 2007      | 116 dni             |                                    |
| 6.                                                |                                      | Mirosław Drzewiecki (PO) (ur. 1956)        | 16 XI 2007     | 13 X 2009       | 697 dni             | Pierwszy rząd Donalda Tuska        |
| 7.                                                |                                      | Adam Giersz (ur. 1947)                     | 14 X 2009      | 18 XI 2011      | 765 dni             | Pierwszy rząd Donalda Tuska        |
| 8.                                                |                                      | Joanna Mucha (PO) (ur. 1976)               | 18 XI 2011     | 27 XI 2013      | 740 dni             | Drugi rząd Donalda Tuska           |
| 9.                                                |                                      | Andrzej Biernat (PO) (ur. 1960)            | 27 XI 2013     | 15 VI 2015      | 565 dni             | Drugi rząd Donalda Tuska           |
| 9.                                                | Rząd Ewy Kopacz                      | Andrzej Biernat (PO) (ur. 1960)            | 27 XI 2013     | 15 VI 2015      | 565 dni             |                                    |
| 10.                                               |                                      | Adam Korol (ur. 1974)                      | 16 VI 2015     | 16 XI 2015      | 153 dni             |                                    |
| 11.                                               |                                      | Witold Bańka (PiS) (ur. 1984)              | 16 XI 2015     | 15 XI 2019      | 1461 dni            | Rząd Beaty Szydło                  |
| 11.                                               | Pierwszy rząd Mateusza Morawieckiego | Witold Bańka (PiS) (ur. 1984)              | 16 XI 2015     | 15 XI 2019      | 1461 dni            |                                    |
| Minister sportu                                   |                                      |                                            |                |                 |                     |                                    |
| 12.                                               |                                      | Mateusz Morawiecki (PiS) (ur. 1968)        | 15 XI 2019     | 5 XII 2019      | 20 dni              | Drugi rząd Mateusza Morawieckiego  |
| 13.                                               |                                      | Danuta Dmowska-Andrzejuk (ur. 1982)        | 5 XII 2019     | 6 X 2020        | 306 dni             | Drugi rząd Mateusza Morawieckiego  |
| Minister kultury, dziedzictwa narodowego i sportu |                                      |                                            |                |                 |                     | Drugi rząd Mateusza Morawieckiego  |
| 14.                                               |                                      | Piotr Gliński (PiS) (ur. 1954)             | 6 X 2020       | 26 X 2021       | 385 dni             | Drugi rząd Mateusza Morawieckiego  |
| Minister sportu i turystyki                       |                                      |                                            |                |                 |                     | Drugi rząd Mateusza Morawieckiego  |
| 15.                                               |                                      | Kamil Bortniczuk (Republikanie) (ur. 1983) | 26 X 2021      | 26 XI 2023      | 762 dni             | Drugi rząd Mateusza Morawieckiego  |
| (13.)                                             |                                      | Danuta Dmowska-Andrzejuk (ur. 1982)        | 27 XI 2023     | 13 XII 2023     | 16 dni              | Trzeci rząd Mateusza Morawieckiego |
| 16.                                               |                                      | Sławomir Nitras (PO) (ur. 1973)            | 13 XII 2023    | 24 VII 2025     | 588 dni             | Trzeci rząd Donalda Tuska          |
| 17.                                               |                                      | Jakub Rutnicki (PO) (ur. 1978)             | 24 VII 2025    | nadal           | 2 dni               | Trzeci rząd Donalda Tuska          |